# Oláh György (újságíró)
Oláh György (Homonna, 1902. szeptember 8. – Villa Carlos Paz, Córdoba, Argentína, 1981. szeptember 13.), szélsőjobboldali író, újságíró, szociográfus, politikus.

## Élete, pályafutása
Budapesten elvégezte a Műegyetem közgazdaságtudományi karát. Újságírói pályafutását 1924-ben kezdte Milotay István lapjánál, a Magyarságnál; később az Új Magyarság vezércikkírója volt. Politikai tanulmányai mellett szépirodalmi munkákat is írt. 1928-ban jelent meg Hárommillió koldus című könyve, amely az első szociográfiának tekinthető Magyarországon. Ugyanebben az évben jelent meg másik szociográfiai műve, a Jajkiáltás a Ruténföldről is. 1930-ban alapító tagja volt a Wesselényi Reformklubnak. 1939-ben kormánypárti programmal kapuvári képviselő. Utána Imrédy Béla csoportjához csatlakozott. 1938 őszén megalapította az Egyedül Vagyunk című folyóiratot, amely később kéthetenként jelent meg és 1940-től kezdve az Imrédy-féle politikai irányvonalat követte. A lap szerkesztőbizottságának tagja volt Imrédy Béla, Rátz Jenő, Jaross Andor, Milotay István és Rajniss Ferenc is. A lap publikálta a népi írók műveit is, így például Sinka István és Erdélyi József verseit. A magyar országgyűléssel került 1945 tavaszán Németországba, ahonnét Olaszországba költözött. 1948-ban kivándorolt Argentínába. Először Buenos Airesben élt, majd az 1960-as években Córdobába költözött. Cikkei főleg a Kanadai Magyarságban, a Buenos Aires-i Magyar Hírlapban, a Nemzetőrben és egyéb emigráns nyilas sajtóban jelentek meg.

## Művei (válogatás)

### Politikai tanulmányok
- Őrvezetőből diktátor. Hitler forradalma  1920-1932; Bp., 1935
- Egy kilépő naplója; Bp., 1941 (Különlenyomat az Egyedül Vagyunkból)

### Könyvek
- Görögtűz. Az ellenforradalom regénye; Bp, 1926
- Három millió koldus; Miskolc, 1928
- Jajkiáltás a Ruténföldről; Bp. 1928
- Lázadás a Tiszánál. Kalandos korrajz; Bp., 1932
- Mindszenty. El martirio de un cardenal [Ajusinszky Béla néven, spanyolra ford. Jose Desa)]; Buenos Aires, 1949
- Az antikrisztus itt jár közöttünk... (emlékezések); Buenos Aires, 1973
- A festmény és a fattyú. Századeleji korrajz két földrészről; München, 1979

## Társasági tagság
- A Wesselényi Reform Klub alapító tagja (1930)